# Знание (видавництво, Москва)
«Зна́ние» — видавництво в Москві, за часів СРСР було видавництвом Всесоюзного товариства «Знання». Засноване в 1951 році.
Видавництво «Знание» публікує науково-популярні книги та брошури, які формують багато серій книг. Печатна продукція видавництва в 1986 році включала 663 книги загальним тиражем 57 100 000 примірників. На початку 1990-х в видавництві видавалось 37 подписних серій книг із загальним числом передплатників понад 10 млн.

## Серії книг
- «Творці науки і техніки»
- «Життя видатних ідей»

## Щорічники
- «Майбутнє науки. Перспективи. Гіпотези. Нерозв'язані проблеми» (з 1966 року)
- «Наука і людство» (з 1962 року)
- «Наука сьогодні» (з 1973 року)

## «Народний університет»
- «Техніко-економічний факультет»
- «Факультет здоров'я»
- «Факультет прирожничих наук»
- «Факультет правових знань»
- «Педагогічний факультет»
- «Факультет літератури і мистецтва»
- «Факультет „Наука в твоїй професії“»
- «Факультет „Людина і природа“».

## «Нове в житті, науці, техніці»
…